# ویندهم (حوزه سرشماری)، نیویورک
ویندهم (به انگلیسی: Windham) یک منطقهٔ مسکونی در ایالات متحده آمریکا است که در شهرستان گرین، نیویورک واقع شده‌است. ویندهم ۴٫۸۶ کیلومتر مربع مساحت و ۳۶۷ نفر جمعیت دارد و ۴۶۲ متر بالاتر از سطح دریا واقع شده‌است.